# Вагабов, Абдул-Вагид Вагабович
Абдулвагид Вагабович Вагабов (1 июля 1911 года — 2009 год) — военный хирург, подполковник медицинской службы. Заслуженный врач РСФСР и ДАССР. Депутат Верховного Совета СССР 5 созыва.

## Биография
Родился в 1911 году в селе Ахты Самурского округа Дагестанской области. Лезгин.

## Трудовая деятельность

### В военное время
С августа 1941 по август 1944 года служил военным хирургом. Дослужился до подполковника медицинской службы.

### В мирное время
После войны работал хирургом, главным врачом Ахтынского района.

### Политическая деятельность
В 1958 году избран депутатом Верховного Совета СССР 5 созыва.